# Zamlača (Dvor)
Zamlača is een plaats in de gemeente Dvor in de Kroatische provincie Sisak-Moslavina. De plaats telt 184 inwoners (2001).